# Kaori Nagamine
Kaori Nagamine (jap. 長峯 かおり, Nagamine Kaori; * 3. Juni 1968 in Kodaira) ist eine ehemalige japanische Fußballspielerin.

## Karriere

### Verein
Sie begann ihre Karriere bei Shinko Seiko FC Clair, wo sie von 1981 bis 1990 spielte. 1991 folgte dann der Wechsel zu Reggiana Refrattari Zambelli. 1991 folgte dann der Wechsel zu Suzuyo Shimizu FC Lovely Ladies.

### Nationalmannschaft
Nagamine absolvierte ihr erstes Länderspiel für die japanischen Nationalmannschaft am 22. Oktober 1984 gegen Australien. Sie wurde in den Kader der Weltmeisterschaft der Frauen 1991 und 1995 berufen. Insgesamt bestritt sie 64 Länderspiele für Japan.

## Errungene Titel
- Nihon Joshi Soccer League Best XI: 1990